# Ardisia brassii
Ardisia brassii är en viveväxtart som beskrevs av Herman Otto Sleumer. Ardisia brassii ingår i släktet Ardisia och familjen viveväxter. Inga underarter finns listade i Catalogue of Life.